# باربرا كارينسكا
فارفارا جومودسكي، المعروفة باسم باربرا كارينسكا أو ببساطة كارينسكا(3 أكتوبر 1886م- 18 أكتوبر 1983م)، كانت مصممة أزياء باليه مدينة نيويورك؛ والحائزة على جائزة الأوسكار؛ وأول مصممة أزياء على الإطلاق؛ تفوز بجائزة كيبزيو للرقص، في عام 1962م، للأزياء «ذات الجمال البصري للمتفرج والبهجة الكاملة للراقصة». قال مصمم رقص الباليه والمنتج، جورج بالانشين، والذي تعاونت معه في خمسة وسبعين إنتاجًا، «هناك شكسبير للأدب، كارينسكا للأزياء.»
مع دوروثي جيكينز، فازت بجائزة أوسكار عام 1948م؛ لتصميم الأزياء الملونة(تم تقسيم تصميم الأزياء في العام الأول إلى فئتي: الألوان، والأبيض والأسود) لــجان دارك، وتم ترشيحها في عام 1952م؛ لـموسيقى صموئيل غولدوين الموسيقيةهانز كريستيان أندرسن، بطولة داني كاي.
قسمت كارينسكا وقتها بين بيوت (الأزياء) في مانهاتن، ساندسفيلد، ماساتشوستس ودومريمي لا بوتشيل بــفرنسا؛ مسقط رأس جان دارك. بالنسبة للمسرح، صممت أزياء لـعمل من إنتاج جورج بالانشين؛ عنكسارة البندق لــتشايكوفسكيلــباليه مدينة نيويورك وغيرها من الشركات بما في ذلك باليه روسو دي مونت كارلو على مدار أكثر من خمسين عامًا.
طورت كارينسكا زي الباليه الأمريكي (أو بودر بوف) زي بالية توتو؛ والذي أصبح معيارًا دوليًا للأزياء.

## حياة سابقة
وُلدت باربرا كارينسكا فارفارا أندريفنا جومودسكي ((بالأوكرانية: Bарвара Андріївна Жмудська) في خاركيف، أوكرانيا الآن (التي كانت آنذاك في الإمبراطورية الروسية) في عام 1886م، لــ صاحب مصنع نسيج ناجح. كانت ثالث وأكبر فتاة من بين أشقاء جومودسكي العشرة. تعلمت كارينسكا أن التطريز الأوكراني؛ كان شكلاً فنيًا مليئًا بظلال وألوان مفصلة من نسيج متنوع من الغرز- بعضها صغير ورائع والبعض الآخر واسع وخشن- عندما كانت طفلة. درست القانون في جامعة خاركوف، وفي عام 1908م؛ تزوجت من ألكسندر موسينكو، ابن رجل صناعي ثري آخر من خاركوف. توفي موسينكو في عام 1909م؛ قبل عدة أشهر من ولادة ابنتهما إيرينا. في عام 1910م، خاض شقيق فارفارا الأكبر، أناتولي، صاحب صحيفة يو تي آر أو (الصباحية) الاشتراكية المعتدلة، إجراءات الطلاق التي أدت إلى فوز فارفارا بحضانة ابنه البالغ من العمر عامين، ابن أخيها، فلاديمير أناتوليفيتش جومودسكي. نشأ فلاديمير وإيرينا كأخ وأخت. 

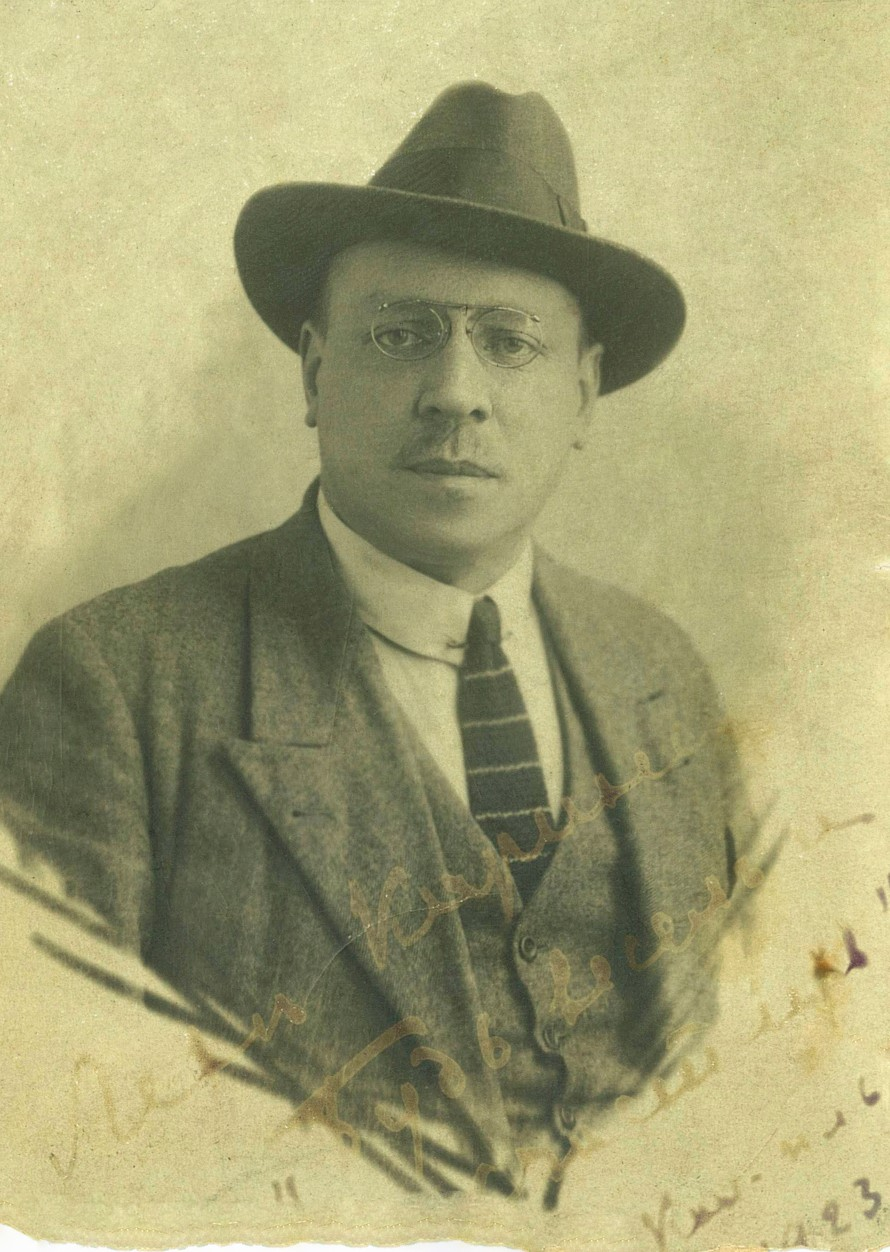
إن إس كارينسكي في عام 1923م.

تزوجت فارفارا مجددًا من محامٍ بارز، يُدعى إن إس كارينسكي (1873م- 1948م)، من موسكو، والذي كان يقيم في خاركوف. ومع ازدهار ممارسته القانونية، انتقلت عائلة كارينسكي المكونة من أربعة أفراد إلى موسكو في عام 1916م، إلى شقة واسعة؛ كانت فارفارا قد اشترتها. واصل كارينسكي ممارسة القانون الجنائي والسياسي؛ واكتسب شهرة ومكانة في جميع أنحاء الإمبراطورية الروسية. في غضون ذلك، أصبحت فارفارا منخرطة تمامًا في الفنون؛ واستضافت صالونها الشهير كل ليلة بعد المسرح أو الباليه. طورت شكلها الخاص في الرسم؛ باستخدام قطع من شاش الحرير الملون على الصور والرسومات. كانت موضوعاتها الأولى هي مشاهد الباليه. بعد الكثير من التمزيق والإعادة، عرضت حوالي 12 من أعمالها في معرض موسكو البارز؛ وحققت نجاحًا كبيرًا على الصعيدين المالي والنقدي.
تخلى القيصر نيقولا الثاني عن العرش، في مارس 1917م، للــحكومة المؤقتة؛ أولاً برئاسة الأمير لفوف؛ ثم ألكسندر كيرينسكي. تم تعيين إن إس كارينسكي من قبل لفوف؛ كــمدعي عام ورئيس عدالة محكمة الاستئناف؛ في مقاطعة سانت بطرسبرغ.
أعقبت الحرب الأهلية؛ الثورة البلشفية في أكتوبر 1917م، قامت وزارة الداخلية للــحركة البيضاء؛ في المناطق الجنوبية المحتلة؛ بتعيين إن إس كارينسكي حاكماً لــعدة مقاطعات جنوبية. قضت فارفارا وإيرينا وفلاديمير سنوات الحرب الأهلية متنقلين بين خاركوف وشبه جزيرة القرم؛ كان كارينسكي ينضم إليهم حيثما وأينما كان ذلك ممكنًا. مع سقوط شبه جزيرة القرم في أيدي القوات الحمراء في عام 1920م، كان كارينسكي رجلاً مميزًا، ومع ذلك ظل في منصبه حتى النهاية؛ لـمساعدة الآخرين على الهروب. كان غير قادر على العثور على عائلته؛ أجبره العديد من أخوات فارفارا وإخوتها على مغادرة شبه جزيرة القرم معهم عن طريق السفن، مؤكدين له أن فارفارا ستتبعه قريبًا. لكن فارفارا قررت البقاء في «روسيا الجديدة»؛ وقدمت «طلاقًا بالبطاقة البريدية»، وهو أمر قانوني ومنتشر خلال سنوات الاضطرابات تلك.
في عام 1923م، شق إن إس كارينسكي طريقه أخيرًا إلى نيويورك؛ نظرًا لعدم قدرته على التحدث باللغة الإنجليزية؛ تولى مجموعة متنوعة من الوظائف الوضيعة؛ بما في ذلك قيادة سيارة أجرة. لم يفقد نيكولاس كارينسكي أبدًا طبيعته الطيبة أو فلسفته المتفائلة في الحياة. واصل أعماله الفكرية في التحرير للصحافة الروسية الأمريكية؛ وألف عددًا من المقالات والدراسات. أبرزها تاريخ الطيران في روسيا ما قبل الثورة. عندما وصلت فارفارا إلى نيويورك في عام 1939م، كان لديها العديد من الأصدقاء المشتركين مع نيكولاس كارينسكي، ولكن يبدو أنه لم يسع أي منهما إلى البحث عن رفقة الأخر.[بحاجة لمصدر]
في عام 1921م، عادت فارفارا إلى موسكو؛ حيث إلتقت وتزوجت من فلاديمير مامونتوف، ابن أحد أغنى رجال الصناعة في موسكو قبل الثورة. بعد ما فقد كل شيء، بقي مامونتوف بلا شيء؛ سوى سحره ولعبه الجميل على البيانو؛ والوهم بأن ثروة والده الراحل ستعود إليه يومًا ما.[بحاجة لمصدر]
قدمت سياسة لينين الإقتصادية الجديدة (1921م- 1928م) رأسمالية محدودة؛ للمساعدة في تمويل نظامه الجديد المنهك والوهن؛ بسبب ثلاث سنوات من الحرب الأهلية. افتتحت كارينسكا صالون الشاي؛ الذي أصبح مكان إلتقاء الفنانين والمثقفين والمسؤولين الحكوميين في موسكو؛ بعد ظهر كل يوم في الساعة الخامسة. في نفس المجمع، أسست أتيلية للــأزياء الراقية والقبعات النسائية؛ لتزيين زوجات النخبة السوفيتية. فتحت متجرًا للأنتيكات، ومدرسة للتطريز؛ حيث قامت بتدريس فنون الإبرة لــطبقة العمال.
تتعدد أسباب مغادرة كارينسكا لروسيا: (1) وفاة لينين عام 1924م؛ وعدم اليقين مما سيأتي؛ (2) في غضون أسابيع بعد وفاة لينين، قام النظام الجديد: بتأميم مدرستها للتطريز وتحويلها إلى مصنع لتصنيع الأعلام السوفيتية(وفي المقابل، حصلت على لقب «مفتشة الفنون الجميلة»)؛ (3) وهو الأهم مامونتوف- وهو مدمن كحول- كان عاجزًا عن أداء أي نوع من العمل، وبالتالي يُنظر إليه على أنه: رمز للإنحلال البرجوازي؛ وكان اعتقاله وشيكًا.
ابتكرت كارينسكا خطة لإنقاذ مامونتوف. وبدعم من أناتولي لوناشارسكي، وزير التعليم وصديق والدها لفترة طويلة، اقترحت أن تأخذ عددًا كبيرًا من التطريزات- التي صنعها طلابها- لعرضها في مدن أوروبا الغربية؛ كبادرة «حسن نية»؛ لإظهار التقدم الثقافي الكبير؛ الذي كان النظام السوفياتي الشاب يُحققه. تم قبول الاقتراح بحماس عبر الرتب العليا، على الرغم من أن لوناشارسكي وآخرين؛ كانوا يعرفون جيدًا ما هي عليه.[بحاجة لمصدر]
مع انتشار الفساد على نطاق واسع في جميع أنحاء الحكومة السوفيتية، تم الحصول على تأشيرة خروج لــمامونتوف؛ الذي غادر على الفور إلى ألمانيا؛ حيث كان له أبناء عمومته في المنفى. بعد بضعة أسابيع غادرت كارينسكا وإيرينا وفلاديمير معًا من محطة موسكو في قطار متجه إلى برلين. صعدت إيرينا إلى القطار؛ وهي تئن تحت وطأة قبعة ضخمة. «توقفى عن الأنين!» كانت والدتها تؤنبها. لاحقاً، علمت الفتاة- البالغة من العمر 14 عامًا- أن القبعة مليئة بالألماس. صعد فلاديمير إلى القطار، ومعه حقيبة مليئة بكتبه المدرسية السوفيتية، أوراق نقدية من فئة المائة دولار، اشتراها من السوق السوداء، مخبأة بين الصفحات. صعدت كارينسكا إلى القطار- وهي تلوح بالقبلات للحشد- الذي جاء؛ ليطلب رحلة سعيدة لها. لكن الصناديق مع تطريزات تلميذتها- المؤطرة تحت الزجاج- كانت مخبأة تحت كل منها؛ تطريزات عتيقة، تم خياطتها من قبل سيدات (مساعدة شخصية)، لدى الإمبراطوريات الروسية، في القرون الماضية. إلتقى فلاديمير مع مامونتوف في برلين، توجهت العائلة المكونة من أربعة أفراد إلى بروكسل؛ حيث كان يعيش والد كارينسكا والعديد من الإخوة والأخوات. لكن بروكسل كانت هادئة للغاية بالنسبة لكارينسكا، وبعد بضعة أشهر انتقلوا إلى باريس.

## الحياة في لندن

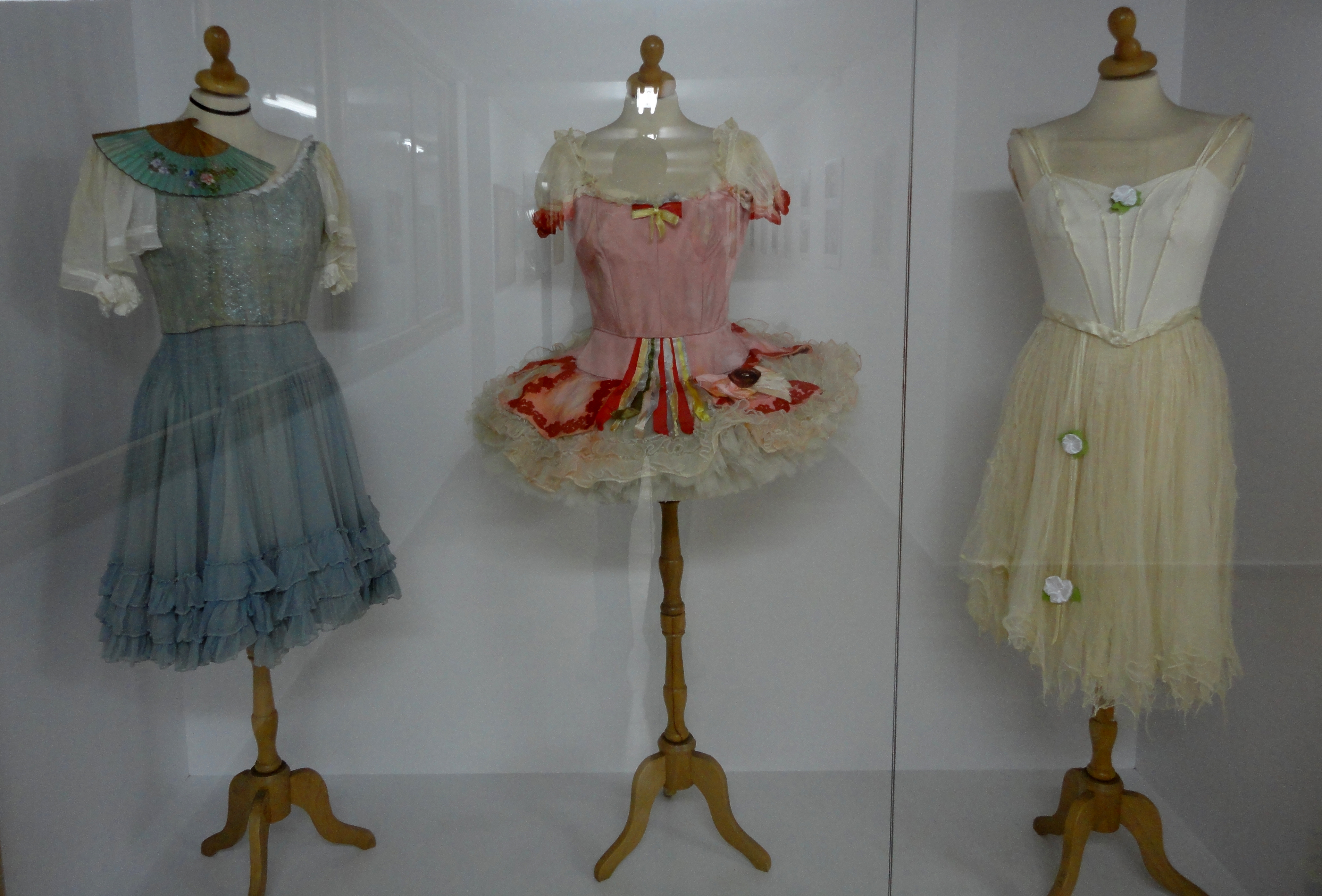
أزياء باربرا كارينسكا لباليه روسي دي مونت كارلو: من اليسار- كوبيليا (الفصل 2)، وكوبيليا(الفصل 1) وجيزيل(الفصل 2). عُرض في بيت أرييلا، تل أبيب - يافا.

بعد عامين من العيش الفاخر في باريس، اختفت جميع الكنوز التي جُلبت من روسيا. أُجبرت العائلة على الانتقال إلى حي شهير في مدينة الأضواء، وبحثت كارينسكا يائسة عن أي نوع من الأعمال؛ باستخدام مهاراتها في الخياطة والتطريز. بجمالها وثباتها؛ لم تجد صعوبة في مقابلة ما تريد مقابلته. لم يمض وقت طويل قبل أن تصنع أول زي لها؛ رداء مطرز بإتقان صممه بوريس بيلنسكي؛ للــفيلم السينمائيحب كازانوفا 1927م. تم اتباع المزيد من الطلبات الفردية، ثم الطلبات الأكبر والأكبر. طوال الوقت عملت إيرينا وفلاديمير معها. طلبت فرقة باليه؛ تم تشكيلها حديثًا- باليه روسى دي مونت كارلو- من إخراج كولونيل دي باسيل ورينيه بلوم؛ منها صُنع أزياء لموسمهم الأول. تم تصميم الأزياء من قبل كريستيان بيرارد، أندريه ديرين وخوان ميرو، وكان تصميم الرقصات من قبل جورج بالانشين وليونيد ماسين؛ وكلاهما مصمم رقص؛ عملت معه سابقًا. سيقدم كل من بيرارد، ديرين، ميرو مخططًا عامًا، وفكرة، لكن كارينسكا هي من شرحت الفكرة، وقامت بتعديلها، واختارت النسيج والجودة والكمية، وقررت كيفية تنفيذ الفكرة. خلال مهنة كارينسكا القصيرة في باريس، تعاونت أيضًا مع بالثوس، كاساندر، سوديكين، فيرتيس وغيرهم من الرسامين والمصممين. صنعت أزياء مسرحيات جان كوكتو ولويس جوفيت. في عام 1933م، صنعت كارينسكا أزياء لي باليه 1933م(صممها بيرارد، ديرينتشيليتشو من بين آخرين)، وستة عروض باليه لــبالانشين في باريس؛ قبل مغادرته إلى نيويورك.
في 1936م، وبدون مامونتوف لعدة سنوات، قادت سلسلة من الظروف كارينسكا؛ إلى اتخاذ قرار بمغادرة باريس. بقيت ابنتها وأستأنفت العمل تحت اسم «إيرين كارينسكا». باربرا كارينسكا وفلاديمير، برعاية السيدة. الخياطة هايوارد كورت، المستقرة في لندن. لم تدم الشراكة طويلاً، وبعد شراكة ثانية قصيرة الأمد مع شركة ملابس مرموقة أخرى في لندن، استأجرت كارينسكا وفلاديمير منزل السير جوشوا رينولدز؛ حيث اتخذ كل منهما طابقًا علويًا لشققهما الخاصة؛ بينما تضم الطوابق السفلية الفسيحة أماكن صناعة الأزياء.
كانت سنوات لندن أكثر ازدهارًا من سنوات باريس. صنعوا ملابس الباليه، المسرحية الموسيقية، شكسبير والسينما؛ بينما كانوا لا يزالون يحضرون لويس جوفيت في باريس. جنبا إلى جنب مع بيرارد، جرب كارينسكا وفلاديمير بنجاح كبير مواد جديدة؛ لم تُستخدم من قبل في المسرح. هنا بدأت كارينسكا علاقتها التعاونية الطويلة مع سيسيل بيتون.

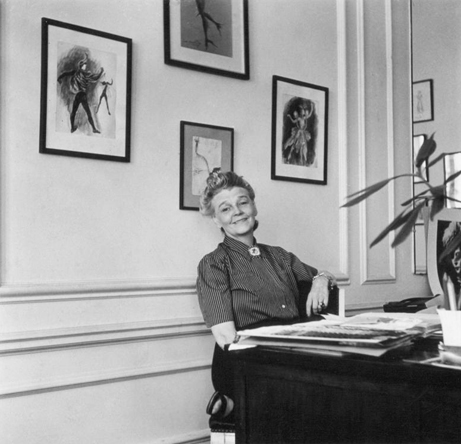
باربرا كارينسكا في استوديوها بـلندن، 1939م

لكن الحرب كانت في طور الإعداد، وفي وقت مبكر من عام 1939م، تخلت كارينسكا عن إمبراطوريتها في لندن، في مهلة قصيرة، وانتقلت بشكل دائم إلى الولايات المتحدة، تاركة ابن أخيها؛ لــيُغلق الشركة بشرف؛ إخلاء منزل رينولدز وتصفية تراكم رسومات الأزياء والتحف الخاصة بعمته. جاءت إيرين إلى لندن على الفور؛ للتوقيع على جميع مستندات الإفراج عوضًا عن والدتها.
أعلنت إنجلترا وفرنسا الحرب على ألمانيا في سبتمبر 1939م، وعاد فلاديمير، الذي كان يشعر بالولاء لــفرنسا أكبر من ولائه لــإنجلترا، إلى باريس، وإلتحق بالجيش الفرنسي. جُرح، أُسر وهرب من معسكر أسرى الحرب الألماني؛ وجد طريقه إلى جنوب فرنسا؛ حيث تعيش أنجلينا شقيقة كارينسكا. أنجلينا؛ التي تلقت للتو عنوان كارينسكا في نيويورك من إيرين في باريس، بــطريقة سرية، عاد الإتصال بين الأم والابن المُتبني.

## الولايات المتحدة الأمريكية

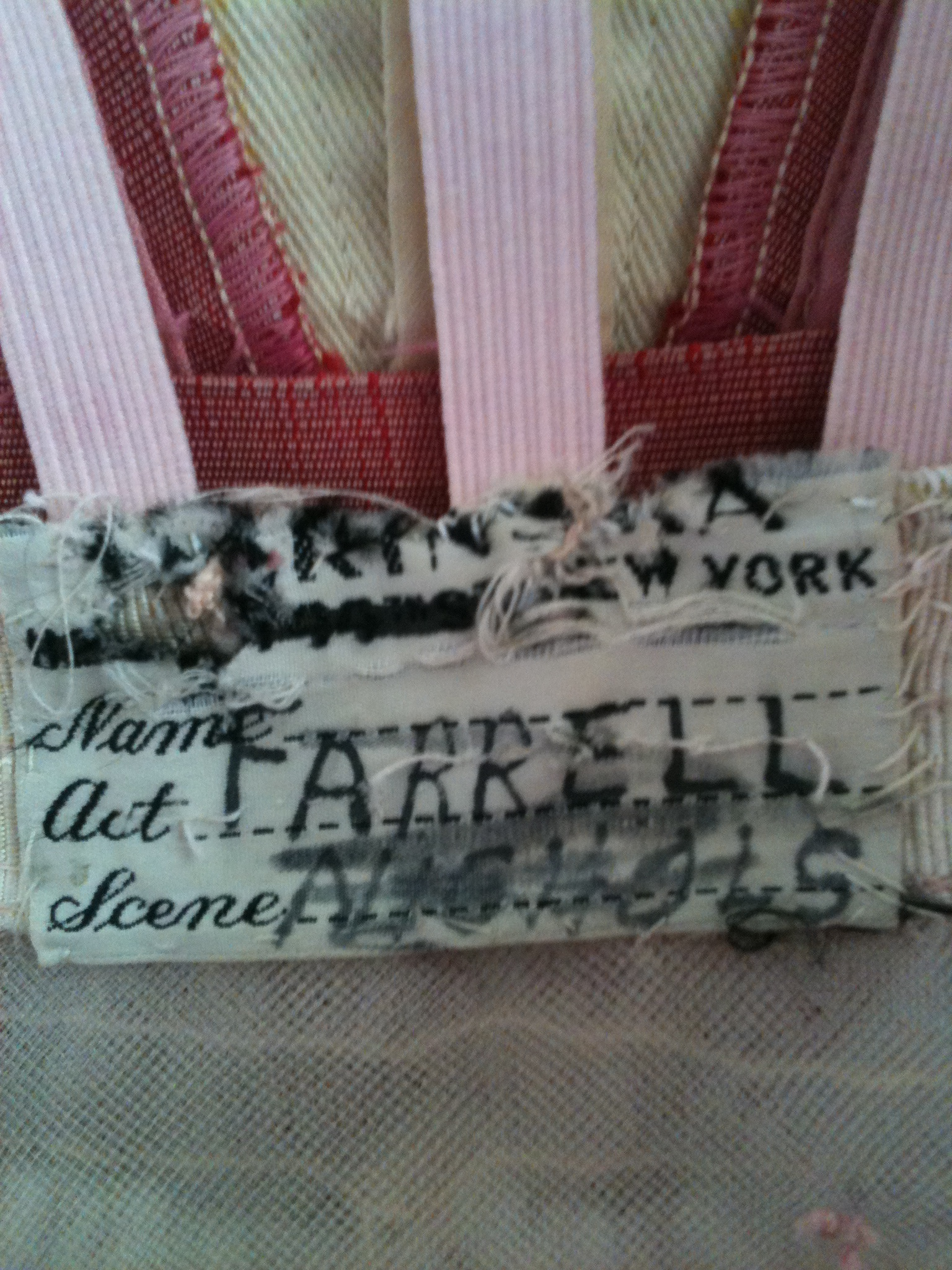
علامة كارينسكا الأصلية في زي إنتاج فرقة باليه مدينة نيويورك "سكوتش سيمفوني". ارتدتها الراقصتان سوزان فاريل وكيرا نيكولز. من مجموعة باربرا كارينسكا في أرشيف أيلينا دانس.

كان بالانشين، الذي انتقل إلى الولايات المتحدة، قد أعطى كارينسكا غرفة غير مستخدمة في مدرسة الباليه الأمريكي الوليدة في مدينة نيويورك؛ لكي تعمل، وبقيت في الولايات المتحدة الأمريكية، حيث طورت تصنيعها لــأزياء المسرح والسينما؛ لمدة سبع وعشرين عامًا.
من هذا المكان، تعاونت مع سلفادور دالي في فينوسبيرج من تانهيوزر لباليه روسيه دي مونت كارلو- التي انتقلت مؤخرًا إلى نيويورك- في خريف 1939م.

### مُشاركة ابن شقيق فلادي وابنتها إيرين[بحاجة لمصدر]
من خلال دالي، أقامت كارينسكا صداقات مع القنصل الإسباني وأسرت له قضية ابن أخيها. تلقى فلاديمير تعليمات بـشق طريقه إلى الحدود الإسبانية، حيث سيتم توفير عبور آمن لسفينة؛ تُغادر لشبونة متوجهة إلى نيويورك، عبر هافانا. وصل نحيلًا ومريضًا، إلى نيويورك في يناير 1941م، حيث خنقه عناق عماته وقُبلاتها. كانت شقته الجديدة في انتظاره في القصر، الذي كانت كارينسكا تستأجره في شارع إي 56.
كانت كارينسكا في ذلك الوقت تُخلص نفسها من شركائها، «الأميرة والبارون»، من مغامرة ليلية في تصميم الأزياء الراقية. احتفظت بالقصر؛ واسم شركة كارينسكا. والأرضية الخشبية؛ التي جلبها البارون إلى نيويورك من قلعة عائلية في فرنسا.
بعد وقت قصير من وصول فلادي، بدأوا في تنفيذ تصميمات منافسة كارينسكا اللدود إيرين شراف لـ روز لي. اعتقدت ميس لي: أن كارينسكا فهمت تأثير أدائها، وعززت قدرتها على تقديم أسلوبها الفريد في المُحاكاة إلى الجمهور. لقد نجح فلاديمير في التغلب عليها بشكل جيد مع شراف، وجعل من الممكن للمنافسين العمل معًا.
ولكن سرعان ما نشبت المنافسة بين فلاديمير وكيرميت لوف، الذي صمم روديو أغنيس دي ميل، لــباليه روسي دي مونت كارلو. كان كل من فلاديمير ولوف صانعي الأقنعة والأزياء القاسية. لكن التنافس لم يدم طويلاً؛ حيث تم تجنيد فلاديمير في جيش الولايات المتحدة.
منذ الاحتلال الألماني لباريس، فقدت كارينسكا الاتصال بابنتها إيرين، التي كانت تعيش في سارت في منزل عائلة زوجها كزافييه فرانسوا. كان فلاديمير الجندي، الذي وجد إيرين قبل أيام من تحرير باريس، ومن ثكناته المجاورة؛ كتب إلى كارينسكا بـالبريد السريع الخاص؛ لإبلاغها بأنها كانت جدة مرتين. دخل فلاديمير الجيش الأمريكي في عام 1943م بصفته جنديًا فلاديمير جومودسكي وعاد إلى الحياة المدنية في عام 1945م بصفته ملازمًا لورانس فلادي.
بالعودة إلى العمل مع كارينسكا، جلب فلادي إلى المصممة العظيمة شيئًا لم تعرفه من قبل: النظام العسكري الأمريكي والانضباط والإدارة. سرعان ما تم التخلي عن قصر شارع 56؛ تم تصفية شركة كارينسكا. وظهرت مؤسسة كارينسكا-فلادي، شركة كارينسكا للفن والمسرح، لأول مرة في دور علوي قبيح إلى حد ما، في شارع دبليو 44، حيث يمكن نقل أزياء كارينسكا، التي يتم تسليمها دائمًا في اللحظة الأخيرة، يمكن نقلها إلى المسارح، إذا لزم الأمر. سمح الإيجار الميسور للأتيلية لـ كارينسكا، بشراء منزل مستقل في شارع إي 43(حيث تم تركيب أرضية البارون الـخشبية)؛ منزل في مسقط رأس جوان دارك، دومريمي لا بوتشيل، في منطقة لورين في شرق فرنسا، ومنزل من فترة جورج واشنطن؛ أطلقت عليه اسم «سانت جوان هيل» في سانديسفيلد، ماساتشوستس.
خلال سنوات الحرب، بينما كانت كارينسكا تأخذ أوراقًا كثيرة؛ للإشراف على إنتاج الأزياء للصور المتحركة في هوليوود، سوف تستأجر قصراً بــ شارع 56، لها، ولـموظفيها، لشركات الباليه والمسرح، مشاريع تنتهي دائمًا بسوء الفهم. مع استقرار فلادي بشكل دائم في نيويورك، كان يدير الأعمال، بينما كانت كارينسكا تعمل في هوليوود. بموجب هذا الترتيب، فازت بجائزة أوسكارجوان دارك وترشيحها لـجائزة الأوسكار عنهانز كريستيان أندرسن. كانت هذه «السنوات الذهبية». ملصق «شركة كارينسكا للفن والمسرح»؛ تم حياكته في أزياء العروض الجليدية والمسرحيات الموسيقية والمسرح والصور المتحركة والأوبرا الغنائية، والأكثر أهمية لـ «سيدة من خاركوف»- الباليه.
في نهاية الاحتلال الألماني لباريس، أعادت إيرين كارينسكا افتتاح مشغل أزياءها، وعملت بنجاح حتى تقاعدها في السبعينيات. نظرًا لحقيقة: أن عمل إيرين غالبًا كان يُنسب إليه «ازياء كارينسكا»، فقد نسب الباحثون الكثير من عملها إلى والدتها. يُنسب تصميم أزياء الفيلم الفرنسي المُعدل منغادة الكاميليا 1953م إلى باربرا كارينسكا؛ مع أنه في الواقع تم تصميم الأزياء من قبل روزين ديلامار، وتنفيذها بواسطة إيرين كارينسكا. الأزياء التي صممها راؤول دوفي، وجورج براك، وليونور فيني، إيف سان لوران(لــرولاند بيتي) هي من عمل إيرين كارينسكا. نفذت إيرين كارينسكا أزياء مسرحيةجيجي الموسيقية؛ الحائزة على جائزة أوسكار عام 1958م، والتي صممها سيسيل بيتون.

### باليه مدينة نيويورك
تركت كارينسكا ابن أخيها عندما دعاها بالانشين؛ للانضمام إلى فرقة باليه مدينة نيويورك في مسرح ولاية نيويورك في مركز لينكولن، والتي تم حقنها مؤخرًا بمنح سخية من مؤسسة فورد. هذه الفترة- التي غالبًا ما أشاد بها النقاد باعتبارها كارينسكا الأعظم، وأدانها الآخرون؛ لألوانها «المبهرجة»- شهد الفيلم الجديدطائرالنار لــ بالانشين، في عام 1970م، والذي أنشأته كارينسكا من رسومات مارك شاغال. كانت كارينسكا وشاغال صديقين مقربين ومعجبين فنيين متبادلين، منذ موسكو في عشرينيات القرن الماضي. من خلال تعاونطائرالنار، أُعيد إحياء صداقتهما، وقضت كارينسكا عدة أسابيع كل صيف من سنواتها الإبداعية الأخيرة مع مدام والسيد شاغال في منزلهما في سانت بول دي فينس، في جنوب فرنسا.
أنتج تعاون باليه مدينة نيويورك مع بالانشين قائمة طويلة من إنتاجات الباليه في أنواع موسيقية مختلفة، بما في ذلك بعض التصاميم المجردة. في عام 1960م، أعادت كارينسكا ابتكارالسيدات العظماء (اثني عشر عباءة للسيدات الأوائل على مدار القرن الماضي) من أجل مؤتمر الحزب الجمهوري، بما في ذلك واحدة تنتمي إلى مضيفة الحدث، السيدة الأولى مامي أيزنهاور.
نقلت مشغلها المكون من خمسة عشر إلى ثلاثين عاملاً ماهرًا إلى مركز لينكولن في عام 1963م، وأصبح فريق إنتاج داخليًا، ولم تزل تعمل في سن السابعة والسبعين.
كان آخر عمل لكارينسكا هو فيلمفيينا والتزس لـبالانشين عام 1977م. ابتكر كل من بالانشين وكارينسكا في السبعينيات من القرن الماضي رقصة باليه خيالية،طيور أمريكا، بناءً على رسومات جون جيمس أودوبون. تفصيلاً يفوق الاحتمال؛طيور أمريكا لم يكن من المفترض أن يتحقق؛ كانت وسيلة للحفاظ على اهتمامهم بالحياة والجمال. سيقضي بالانشين فترات طويلة في منزل كارينسكا بيركشاير. ستقوم كارينسكا بعمل رسومات- لا نهاية لها- من خلال لصق قطع من القماش الناعم على أشكال مرسومة بالقلم الرصاص على ورق مائي ثقيل. كانوا يمشون في الغابة يوميًا، وكان بالانشين يُصمم الرقصات بتقليد رقصات الطيور المختلفة. لاحظ طلابها الجهد الهائل، والمهارات المطلوبة؛ لصنع الأزياء المعقدة؛ مع «الارتداد الإضافي»، في السبعينيات، على سبيل المثال، مما أدى إلى اكتساب فرقة سينسيناتي للباليه المعرفة بأساليبها «السرية».
في عام 1983م، توفي بالانشين في أبريل، وتوفيت كارينسكا في 18 أكتوبر؛ بعد أسبوعين من عيد ميلادها السابع والتسعين، لكن بعد ست سنوات من إصابتها بجلطة دماغية منهكة، تركتها غير قادرة على الكلام أو الحركة.

## توتو «بودر بوف»
مع مجموعة كبيرة من الراقصين على خشبة المسرح- كما كان غالبًا ما يفضله بالانشين- توتو «بان كيك» التقليدية بطبقتها السلكية الصلبة تتأرجح وتنخفض عندما تتلامس تنانير الراقصين مع بعضها البعض وهذا التمايل والغطس يتردد صداها بعد فترة طويلة من إكتمال الخطوات.
حلت كارينسكا هذه المشكلة من خلال ابتكار توتو «بودر بوف»، بـتنورة أقصر؛ مكونة من ست أو سبع طبقات من شبكة مُجمعة، كل طبقة أطول بمقدار نصف بوصة من الطبقة السابقة. تم تجميع الطبقات معًا؛ للحصول على مظهر أكثر رقة ورخوة من توتو «بان كيك» القاسية. نظرًا لأن الطبقات الأقصر تكون ذاتية الدعم، فلا حاجة إلى طوق سلكي في توتو «بودر بوف»، أو بالانشين- كارينسكا أو توتو الأمريكي. أصبح تصميم التوتو هذا قياسيًا لدى فرق الباليه في جميع أنحاء العالم؛ منذ ظهوره لأول مرة في 1950م، في رقص الباليه سيمفوني إن سي قامت أيضًا بقص مادة صد؛ بطريقة أكثر راحة للراقصة.

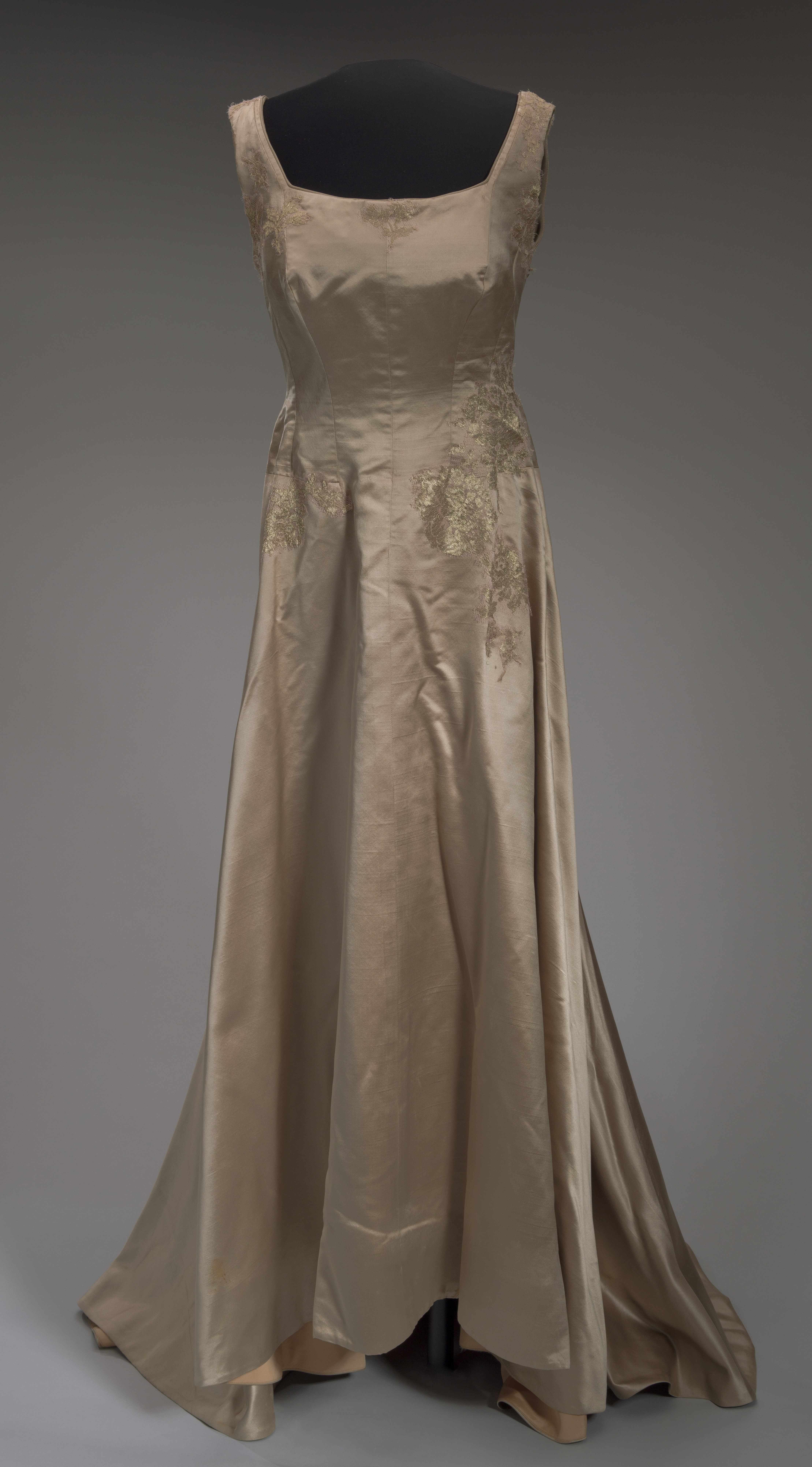
فستان من الساتان من تصميم باربرا كارينسكا. الصورة والبيانات الأصلية من المتحف الوطني للتاريخ والثقافة الأمريكية الأفريقية

قال بالانشين: «أنسب إلى [كارينسكا] خمسين بالمائة من النجاح رقصات البالية خاصتي إلى ما أعدته.»
تعاونت كارينسكا مع بالانشين في خمسة وسبعين باليه في المجموع. أول رقص باليه؛ صنعته لـ بالانشين من تصميماتها الخاصة؛ كان بوري فانتسك ‏ في 1949م. في 1956م، من أجلأليجرو بريليانت لـ بالانشين، ابتكرت كارينسكا فستان باليه شيفون بطول الركبة؛ والذي أصبح أيضًا تصميمًا قياسيًا لأزياء الباليه. وفي 2014م، أُعيد تصميم أزيائها؛ لـإنتاجحلم ليلة مُنتصف الصيف لــجورج بالانشين؛ عندما عُثِر على المصدر الأصلي للـزخرفة الذهبية؛ بواسطة مارك هابيل- مدير زي باليه مدينة نيويورك- في متجرتينسيل تريدينغالأصلي؛ الذي قام جد مالكه بتزويد كارينسكا في 1933م. مؤسسة سميثسونيان لديها واحدة من فساتينها التنكرية الأخرى معروضة.

## تكريم الذاكرة

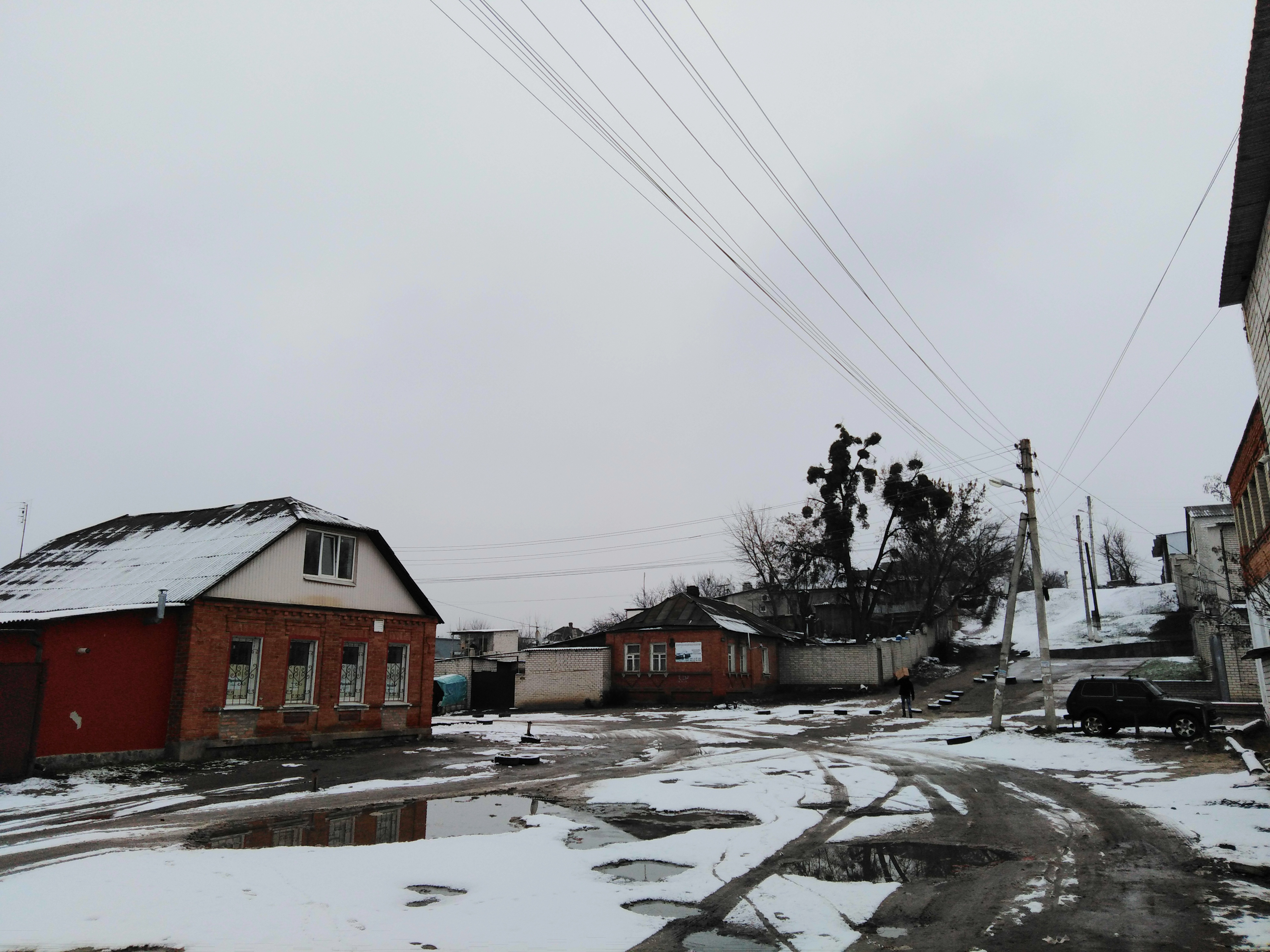
شارع باربرا كارينسكا، خاركيف(أوكرانيا)

- في عام 1995م، أقامت مكتبة نيويورك العامة معرضًا للعمل على كسارة البندق لــ بالانشين وكارينسكا، أصبح الآن مرئيًا على الإنترنت.[31]
- في عام 1999م، تم إدخال كارينسكا في المتحف الوطني للرقص السيد والسيدة. قاعة مشاهير كورنيليوس فاندربيلت ويتني.
- في عام 2015م، خاركيف(أوكرانيا)، تم تسمية شارع باربرا كارينسكا (انظر الصورة) في منطقة كييفسكي (والمسمي سابقًا باسم مارسيل كاشين).

## روابط خارجية
- أزياء كارينسكا من تأليف توني بنتلي، لينكولن كيرستين الناشر: أبرامز، هاري إن. إنك. 192 صفحة ، 242 إيلوس. (بما في ذلك 78 لونًا) سبتمبر 1995(ردمك 978-0-8109-3516-7)(ردمك 0-8109-3516-3)
- ذكريات مدام كارينسكا لمجلة رقص أليجرا كنت في 1 أكتوبر 2003
- موقع ويب مدينة نيويورك للباليه
- نعي نيويورك تايمز بقلم آنا كيسلجوف ، 19 أكتوبر 1983
- باربرا كارينسكا في قاعدة بيانات الأفلام على الإنترنت
- مجموعة Barbara Karinska في أرشيف Ailina Dance
- وينتر وندرلاند: جورج بالانشين The Nutcracker @ Section 7 - Barbara Karinska at the New York Public Library